# Diadenis Luna
Diadenis Luna Castellano (ur. 11 września 1975) – kubańska judoczka. Dwukrotna olimpijka. Brązowa medalistka z Atlanty 1996 i piąta w Sydney 2000. Walczyła w wadze półciężkiej.
Złota medalistka mistrzostw świata w 1995, srebrna w 1997 i brązowa w 1999, siódma w 1993. Zdobyła dwa medale w drużynie. Startowała w Pucharze Świata w latach 1993 i  1995-2000. Triumfatorka igrzysk panamerykańskich w 1995 i 1999. Wygrała mistrzostwa panamerykańskie w 1997 i 1998. Wicemistrzyni uniwersjady w 1995 roku.

## Letnie Igrzyska Olimpijskie 1996
| Konkurencja | Eliminacje            | Repasaże             | Repasaże              | Repasaże             | Finały                    | Klas. końcowa |
| Konkurencja | Przeciwnik I          | Przeciwnik I         | Przeciwnik II         | Przeciwnik III       | o 3. miejsce              | Miejsce       |
| ----------- | --------------------- | -------------------- | --------------------- | -------------------- | ------------------------- | ------------- |
| 72 kg       | Estha Essombe (FRA) P | Niki Jenkins (CAN) Z | Francis Gómez (VEN) Z | Hannah Ertel (GER) Z | Tetiana Bielajewa (UKR) Z | 3.            |

## Letnie Igrzyska Olimpijskie 2000
| Konkurencja | Eliminacje              | Eliminacje       | Eliminacje             | Finały                | Finały                       | Klas. końcowa |
| Konkurencja | Przeciwnik I            | Przeciwnik II    | 1/4                    | 1/2                   | Finał                        | Miejsce       |
| ----------- | ----------------------- | ---------------- | ---------------------- | --------------------- | ---------------------------- | ------------- |
| 78 kg       | Kimberly Ribble (CAN) Z | Amy Tong (USA) Z | Simona Richter (ROU) Z | Céline Lebrun (FRA) P | Emanuela Pierantozzi (ITA) P | 5.            |